# Al-Dakhla
al-Dakhla eller ad-Dakhla (arabiska: الداخلة; spanska: Dajla eller äldre Villa Cisneros; franska: Dakhla) är den näst största staden i Västsahara. Den ligger på Río de Oro-halvön, i ett område som 1976–1979 ockuperades av Mauretanien och därefter av Marocko. Enligt Marocko är al-Dakhla administrativ huvudort för provinsen Wadi al-Dhahab och regionen al-Dakhla-Wadi al-Dhahab, där det utgör en stadskommun med 106 277 invånare vid den marockanska folkräkningen 2014.